# Медична журналістика
Медична журналістика — особливий вид наукової журналістики, який висвітлює інформацію з медичної галузі.
Медична журналістика, зародившись на початку XVIII століття, пройшла кілька етапів становлення — від популярних додатків до спеціалізованих наукових, науково-популярних періодичних видань, що відображають важливі питання розвитку охорони здоров'я.
Роль жанру у висвітленні теми охорони здоров'я велика. Задум автора найбільш зрозумілий читачеві, коли знайдена вдала форма втілення матеріалу. Якщо предмет відображення — відкриття перинатального центру, то автор вибирає подієвий репортаж, якщо зустріч з цікавим доктором — пише інтерв'ю або портретний нарис; взявшись за проблему у сфері охорони здоров'я, автор може використовувати і репортажний момент, і замальовку, і аналіз ситуації, що склалася. Інформаційні, аналітичні, художньо-публіцистичні жанри в їх різноманітності дають простір творчості і водночас — дисциплінують, допомагають логічно ясно вибудувати текст.
Медична журналістика залишається недостатньо вивченою областю наукового знання, як в плані її історії, так і — сучасного стану.